# مكب نفايات أبو ديس
مكب نفايات أبو ديس هو موقع مخصص للتخلص من النفايات يقع بين أبو ديس والعبيدية على الجانب الشرقي من الجدار الفاصل. يقع المكب بين المستوطنات الإسرائيلية: معاليه أدوميم وكيدار. يقع الموقع في منطقة ج، وهي منطقة بموجب اتفاقيات أوسلو، والتي تتمتع إسرائيل بسلطة كاملة عليها.
أُنشئ موقع للتخلص من النفايات في أبو ديس في الثمانينيات، وفقًا للخطة الرئيسة للتخلص من النفايات الصلبة لعام 1987 في يهودا والسامرة، وكان من المخطط تشغيله لمدة 20 عامًا.
بينما يخدم مكب أبو ديس كلاً من إسرائيل وفلسطين، فإن غالبية النفايات تنشأ في المدن والمستوطنات الإسرائيلية. القدس، بما فيها القدس الشرقية، تشكل 90% من النفايات. تأتي نسبة صغيرة من النفايات من المستوطنات الإسرائيلية داخل فلسطين، وتساهم المجتمعات الفلسطينية بنسبة 6% من النفايات.
أبو ديس هي بلدة فلسطينية في محافظة القدس التابعة للسلطة الوطنية الفلسطينية على الحدود مع القدس. منذ الاتفاق الانتقالي لعام 1995 بشأن الضفة الغربية وقطاع غزة، أصبحت أبو ديس جزءًا من الأرخبيل الفلسطيني، الخاضعة للسيطرة الإسرائيلية والفلسطينية المشتركة. وفقًا لتعداد الجهاز المركزي للإحصاء الفلسطيني، كان عدد سكان أبو ديس 10782 نسمة في عام 2007.

## التكاليف والقيود

### رسوم مكب النفايات
الرسم هو ضريبة تهدف إلى استيعاب التكلفة البيئية للتخلص من النفايات. في حالة مكب النفايات في أبو ديس، هناك ضريبة مفروضة على الجانبين (الحكومتان الفلسطينية والإسرائيلية) مقابل استخدام الموقع. ومع ذلك، فإن اقتصاد إسرائيل يختلف اختلافًا كبيرًا عن اقتصاد فلسطين (الضفة الغربية). على سبيل المثال، بلغ نصيب الفرد من الناتج المحلي الإجمالي للضفة الغربية، في عام 2008، 1485.30 دولارًا أمريكيًا بينما بلغ الناتج المحلي الإجمالي للفرد في إسرائيل، في عام 2008، 28291.90 دولارًا أمريكيًا. يوضح هذا كيف يدفع الفلسطينيون تكاليف التخلص من النفايات أعلى نسبيًا من الإسرائيليين. على الرغم من أنه لا يمكن منع الفلسطينيين من إلقاء النفايات في الموقع، إلا أنه يمكن منعهم من دخول الموقع دون القدرة على مواكبة دفع الرسمة.

### وصول مقيد
يُسمح قانونًا للفلسطينيين بالتخلص من نفاياتهم في الموقع ؛ ومع ذلك، فإن وصول الفلسطينيين إلى الموقع مقيد بطرق أخرى. تواجه المجالس المحلية ضغوطًا مالية لدفع الرسوم، مما يعني أنها لا تستطيع في كثير من الأحيان دخول الموقع بشكل قانوني. كذلك، تتسبب المخاوف الأمنية الإسرائيلية في أوقات النزاع في مزيد من القيود، مما يمنع الفلسطينيين من الوصول إلى الموقع. جعلت هذه القيود العديدة السكان الفلسطينيين غير قادرين على استخدام مكب النفايات داخل منطقتهم المحلية، في حين أن السكان الإسرائيليين قادرون على التخلص من نفاياتهم في الموقع. أدى الوصول المحدود للفلسطينيين إلى الموقع إلى إلقاء سكان أبو ديس نفاياتهم بشكل غير قانوني في الموقع عن طريق الولوج إليها من المدخل الخلفي، مما تُسبب أضرارًا بيئية كبيرة. معظم النفايات هي نفايات إلكترونية ومنزلية؛ وتُعد خطرًا صحيًا على المجتمعات البدوية المحيطة بالموقع. الخطر الآخر الذي يتعرض له السكان المحليون هو تصاعد السموم في الهواء من حرق النفايات التي تتراكم في المناطق العامة لفترات طويلة.

## الأضرار البيئية والمخاطر الصحية
يقع مكب النفايات في أبو ديس فوق طبقة المياه الجوفية الجبلية. يُشكل ذوبان الحجر الجيري فوق الخزان الجوفي خطر تلويث المياه الجوفية. العناصر الحمضية في الماء، وخاصة الرشاحة، تُلوث بشكل خطير مصدرًا قيمًا للمياه.  يُعد مكب النفايات في أبو ديس "مكب نفايات غير صحي" بسبب تسرب الرشاحة إلى طبقة المياه الجوفية والتأثير على المياه العذبة المستخدمة من قبل الجانبين الإسرائيلي والفلسطيني.
يمكن رؤية خزانات تجميع الرشح في الموقع؛ ومع ذلك، لا توجد معلومات كافية عن كفاءة الخزانات في منع تسرب السموم في المياه الجوفية، بالإضافة إلى أن موقع خزانات الرشاحة هذه مكشوف وسيء الصيانة.
يؤدي تراكم النفايات في الموقع إلى خلق رائحة كريهة لا تطاق، تحملها الرياح وتؤثر على المجتمعات البدوية التي تعيش في الجوار. كما أن هناك خطر انفجار غاز الميثان نظرًا لسوء إدارة الموقع؛ هناك العديد من المخاوف من أن المخاطر البيئية الشديدة تهدد حياة البشر في المنطقة. وهذا التراكم نتيجة عدم قبول حرق النفايات دولياً لأنه ينبعث منه غازات تحتوي على سموم مثل الأمونيا وكبريتات الهيدروجين.
تعد مخلفات المصانع والمنشآت القادمة من مستوطنة معالي أدوميم والمنطقة الصناعية ميشور أدوميم أكبر مصدر للنفايات الخطرة في المكب.

## الإطار القانوني

### القانون الدولي
وفقًا للقانون الدولي الإنساني، لا يمكن مصادرة الأراضي داخل الأراضي المحتلة إلا عندما يكون ذلك بسبب الضرورات العسكرية لصالح السكان المحليين. تنص اتفاقية لاهاي لعام 1907 على أنه لا يجوز الاستيلاء على ممتلكات الدولة المحتلة أو تدميرها إلا إذا «تتطلب ذلك ضرورات الحرب».  تنص المادة 55 من اتفاقية لاهاي على أن ممتلكات الأراضي المحتلة يجب «صيانتها» ولا يمكن لقوة الاحتلال أن تعمل إلا «كمسؤول». كما تؤكد المادة 147 من اتفاقية جنيف على أن «التدمير الواسع النطاق والاستيلاء على الممتلكات، دون أن تبرره ضرورة عسكرية ويُنفذ بشكل غير قانوني وتعسفي» يعتبر انتهاكًا للاتفاقية. تتطلب هذه الأحكام من دولة الاحتلال الحفاظ على البيئة الطبيعية للأراضي المحتلة وحمايتها من التدهور. وقد أكد إعلان ريو بشأن البيئة والتنمية بالإشارة إلى أن الدول ملزمة بضمان عدم حدوث أي ضرر لبيئة الدول الأخرى التي تقع تحت ولايتها أو سيطرتها وتتطلب اتفاقية بازل أنه في حالة تصدير النفايات إلى دولة أخرى بأن «تُدار بطريقة سليمة بيئيًا»  وأن كمية النفايات المصدرة «تُخفض إلى الحد الأدنى بما يتفق مع الإدارة السليمة والفعالة بيئيًا لهذه النفايات». تؤكد الاتفاقية على الحاجة إلى «حماية صحة الإنسان والبيئة من الآثار التي قد تنجم عن مثل هذا النقل [للنفايات]».

### اتفاقيات أوسلو
وضعت اتفاقياتي أوسلو الأولى (1993) وأوسلو الثانية (1995) بين الحكومة الإسرائيلية ومنظمة التحرير الفلسطينية (PLO) بنودًا للتعاون والتواصل بين الطرفين في المشاريع البيئية. وفقًا للمادة 12 من الاتفاقية، يجب إنشاء لجنة من الجانبين لضمان «التعاون والتفاهم البيئيين».  ستعمل هذه اللجنة الإسرائيلية الفلسطينية المشتركة في تنفيذ اللوائح وتطلب تقييم الأثر البيئي لبرامج التنمية الرئيسية التي تتعامل مع التخلص من النفايات الصلبة. بالإضافة إلى ذلك، تطالب المادة 12 بـ «حماية البيئة والوقاية من المخاطر والأخطار والآثار السيئة البيئية بما في ذلك جميع أنواع تلوث التربة والمياه والهواء» وتعترف بـ «الوضع غير المرضي للبيئة في الضفة الغربية» و «المصلحة المشتركة في تحسين هذا الوضع» التي تتطلب مساعدة إسرائيل النشطة للجانب الفلسطيني.

### القانون الإسرائيلي
وبحسب إيال زاميع، النائب السابق والمستشار القانوني في يهودا والسامرة، «لا يُحظر مصادرة الأراضي للأغراض العامة [في الضفة الغربية]. يجب استيفاء ثلاثة شروط مسبقة: أولاً، يتم الاستحواذ وفقًا للقانون المحلي ؛ ثانياً، يُعوض المالك بالكامل ؛ وثالثًا، الاستحواذ لغرض عام».  ومع ذلك، يقول مئير شمغار، رئيس المحكمة العليا الإسرائيلية السابق، «فيما يتعلق بنزع الملكية في يهودا والسامرة، ينبغي الإشارة إلى أن القانون الدولي يحرم عمومًا الحكومة العسكرية من سلطة مصادرة الأراضي في الأراضي المحتلة ؛ ومع ذلك، هناك أدلة دعم الموقف القائل بأنه يجوز مصادرة الأراضي لتلبية احتياجات السكان المحليين عند دفع تعويض».  تسمح المحكمة الإسرائيلية العليا للسكان المحليين بإلقاء نفاياتهم في الموقع لأنها "تفيدهم" وهذا يضفي الشرعية على مصادرة الأراضي "للأغراض العامة" بغض النظر عن الأضرار البيئية التي ستلحق بالمجتمعات المجاورة في المنطقة. كذلك، ذكر المدعي العام لدولة إسرائيل أنه إذا لم يعد يُسمح للمجتمعات الفلسطينية بالتخلص من النفايات في الموقع، فسيؤدي ذلك إلى إبطال "التبرير القانوني ذاته لوجود الموقع"، بغض النظر عن قدرتها على دفع الرسوم. ويذكر أيضًا أنه "من غير المعقول بناء وتشغيل موقع للتخلص من النفايات في قلب مجموعة سكانية معينة، دون أن يستفيد هؤلاء السكان من الموقع، بينما يتحمل ذلك فقط التكاليف البيئية". 

## مساعي الإغلاق
اتخذت السلطات الإسرائيلية قرار عام 2011 بإغلاقه إلى عام 2013 لكون المكب يُشكل خطرًا شديدًا، لكن الإجراء لم يُطبق واقعيًا.
يِؤكد موسى الشاعر، رئيس مجلس الخدمات المشتركة في جنوبي شرق القدس، أن المكب انتهى عمره الافتراضي، وقد حولته سلطات الاحتلال مؤخرًا محطة ترحيل نفايات حيث تُجمع النفايات الفلسطينية والإسرائيلية هناك، لترحيلها لمكبات أخرى صحية. كما أن مساحة المكب قد استُنفذت بشكل كامل، حيث تواصلت بلديات المنطقة المجاورة له، من أجل إغلاق المكب نهائيًا، مع الجهات الفلسطينية، التي أوصلت الطلب للجهات الإسرائيلية، لكن المسعى لم يأتي بجدوى. ومما يزيد الوضع سوء هو محاولة إسرائيل ترحيل بدو القدس وتوطينهم قرب المكب.